# Марков, Иван Егорович
Иван Егорович (Георгиевич) Марков (1867—1918) — врач-офтальмолог, депутат II Государственной Думы от Пензенской губернии. Жертва коммунистических репрессий.

## Биография
Родился в Самаре. Сын коллежского асессора. Имел личное дворянство. Окончил 2-ю Пензенскую гимназию. В 1903 году окончил медицинский факультет Императорского Харьковского университета; специализировался в офтальмологии, ещё в студенческие годы стал автором многочисленных научных статей. 
Служил ординатором при клинике профессора Гиршмана, земским врачом в Константиноградском уезде Полтавский губернии и врачом Подгородного участка Пензенского уезда Пензенской губернии. Имел частную практику. В 1906 году совместно с А. А. Титовым организовал группу народных социалистов в Пензе. Занимался пропагандой и агитацией среди крестьян и других слоёв населения.
Был избран 6 февраля 1907 года в Государственную думу II созыва от общего состава выборщиков Пензенского губернского избирательного собрания. Вошёл в состав думской Народно-социалистической фракции. Состоял в думской Продовольственной комиссии. Участвовал в прениях по вопросу продовольственной помощи населению.
В феврале 1908 года был привлечён к судебной ответственности за хранение революционной литературы, но был оправдан. Позднее в том же 1908 году по распоряжению губернатора на основании п. 4 ст. 16 «Положения об усиленной охране» Маркову было воспрещено жительство в Пензенской губернии ввиду его политической неблагонадёжности. С августа 1908 года он жил в Самаре. Постоянно находился под негласным надзором, а с 1911 по 1913 год под особым надзором полиции. Был членом Самарской группы народных социалистов. Служил на Пастеровской станции, преподавал гигиену в реальном училище.
В начале мая 1915 года А. Ф. Керенский посетил Самару, где провёл собрание народных социалистов с целью организации общественных сил для предъявления по окончании войны правительству требований о проведении реформ. В собрании участвовал И. Е. Марков, Керенский посетил его квартиру. 
В 1918 году по-прежнему проживал в Самаре, где 11 октября был арестован Самарской ГубЧК. В документах связанных с арестом значился как беспартийный, то есть, возможно, прекратил политическую деятельность; 13 октября 1918 года по обвинению в контрреволюционной деятельности был приговорён к расстрелу.
Реабилитирован 12 марта 1999 года Самарской областной прокуратурой.

## Сочинения
- Марков И. Е. К статистике глаукомы. — Санкт-Петербург: тип. Я. Трей, ценз. 1897. — 15 с. (отдельный оттиск из «Врача», № 26).
- Марков И. Е. Гальванизация при нагноениях глазного яблока. (Из глазной клиник Харьковского университета). — Санкт-Петербург : тип. Я. Трей. 1897. — 12 с. (отдельный оттиск из «Врача», № 31).
- Марков И. Е. Hyalitis striata et retinitis proliferans. (Из глазной клиник Харьковского университета). — Киев: тип. печ. д. и торг. И. Н. Кушнерев и К° в Москве. Киевское отделение, 1897. — 32 с. (отдельный оттиск из «Вестника офтальмологии», ноябрь-декабрь 1897).
- Марков И. Е. Глазная нейральгия. (Чит. в Харьковском офтальмологическом кружке). — Санкт-Петербург : тип. Я. Трей. 1897. — 10 с.
- Марков И. Е. Endarteriitis obliterans arteriae centralis retinae diffusa. — Киев: тип. печ. д. и торг. И. Н. Кушнерев и К° в Москве. Киевское отделение, 1898. — 16 с. (отдельный оттиск из  «Вестника офтальмологии», март-апрель 1898).
- Марков И. Е. Еще эхинокок глазницы. — Киев: тип. печ. д. и торг. И. Н. Кушнерев и К° в Москве. Киевское отделение, 1898. — 8 с. (отдельный оттиск из  «Вестника офтальмологии», январь-февраль 1898).
- Марков И. Е. Климатическое лечение трахомы. — Санкт-Петербург : тип. Я. Трей, ценз. 1898. — 16 с. (отдельный оттиск из «Врача», № 12).
- Марков И. Е. Плесневое воспаление роговицы — Киев : лито-тип. И.Н. Кушнерев и К°, Киев. отд-ние, 1900. — 37 с. (отдельный оттиск из  «Вестника офтальмологии», март-апрель 1900).
- Марков И. Е. Опыт прерывистого светового раздражения сетчатки. — Киев: тип. печ. д. и торг. И. Н. Кушнерев и К° в Москве. Киевское отделение, 1901. — 80 с. (отдельный оттиск из  «Вестника офтальмологии», январь-июнь 1901).

### Архивы
- Российский государственный исторический архив. Фонд 1278. Опись 1 (2-й созыв). Дело 267; Дело 585. Лист 9.